# Evelyn Wang
Evelyn Wang je strojní inženýrka na Massachusettském technologickém institutu (MIT), kde je profesorkou strojního inženýrství, ředitelka laboratoře Device Research Laboratory a vedoucí Katedry strojního inženýrství. Její výzkum se zabývá především šířením tepla, ultrahydrofobností, sluneční energií a nanostrukturami.

## Výzkum
Wang je známá především svým výzkumem solárních přístrojů k extrahování pitné vody z atmosféry. Scientific American a Světové ekonomické fórum nazvaly její technologii, jež v oblastech s aridním klimatem produkuje vodu ze vzduchu, jednou z „10 nejlepších nových technologií roku 2017“.